# Grafkapel De Loë

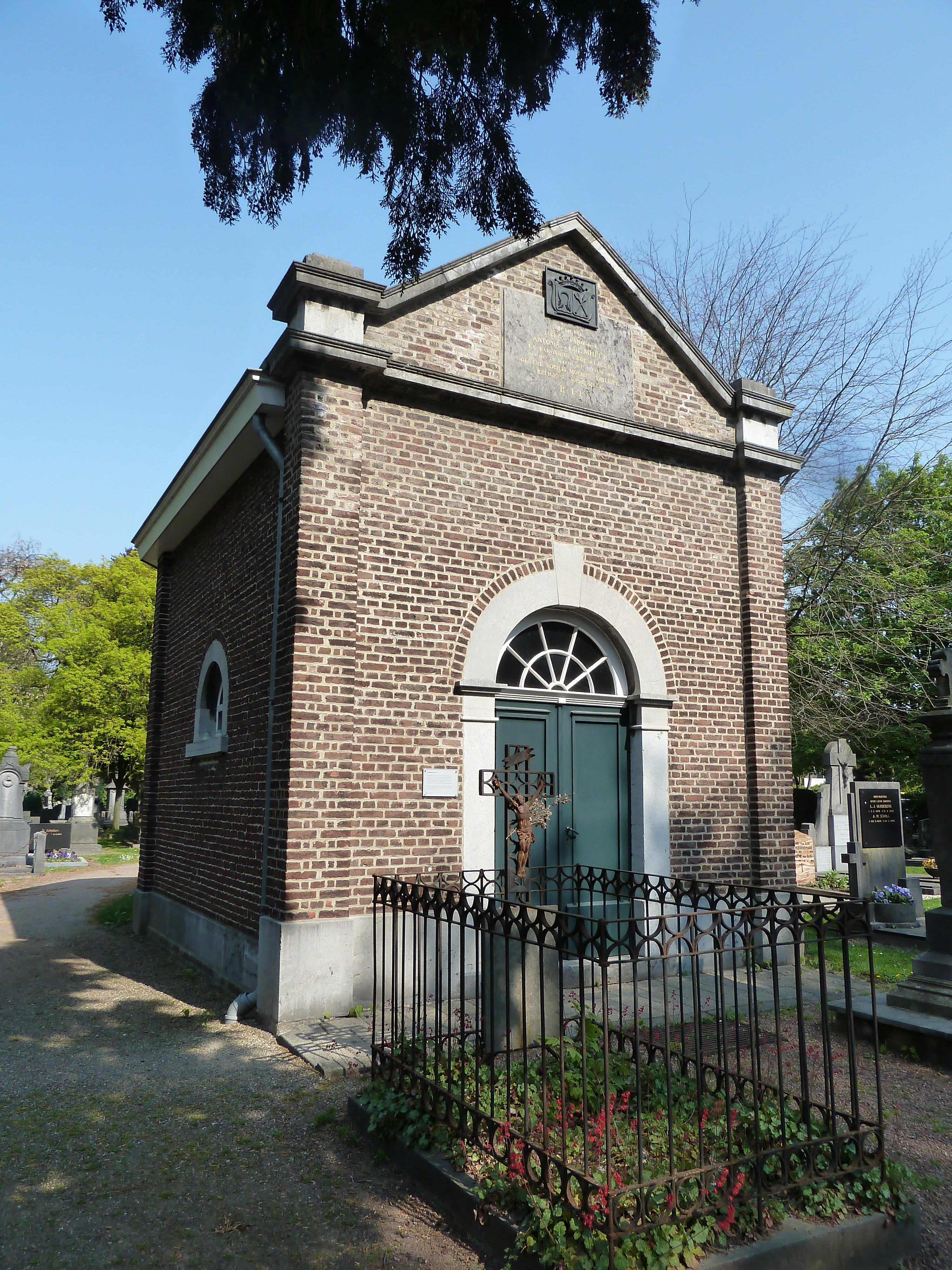
De grafkapel in 2011.

De grafkapel De Loë is een rijksmonument in de neoclassicistische stijl op de Gemeentelijke begraafplaats aan de Akerstraat in de Nederlandse gemeente Heerlen. De kapel werd in 1848 aangelegd na instemming door de gemeenteraad en in 1967 tot rijksmonument verklaard.

## Geschiedenis
Het bouwwerk werd als gedachteniskapel gebouwd door Otto Napoleon Maximiliaan Hubertus Maria baron de Loë-Imstenraedt in 1848 nadat zijn vrouw, Antonia Freiin von Böselager (1827-1847), een jaar eerder was overleden. In de timpaan staat dan ook een tekst ter herinnering aan haar, met daarboven de wapens van de families De Loë en Von Böselager. De gemeente wilde dat de baron tweehonderd gulden betaalde en de kapel openhield voor publiek. Een deel van de prijs die betaald moest worden werd besteed aan het arme gedeelte van de Heerlense bevolking.
In de kapel bevinden zich grafstenen van zandsteen en rouwborden, die oorspronkelijk kwamen uit het in de buurt gelegen Kasteel Ter Worm.